# Chassey-Beaupré
Chassey-Beaupré – miejscowość i gmina we Francji, w regionie Grand Est, w departamencie Moza.
Według danych na rok 1990 gminę zamieszkiwały 144 osoby, a gęstość zaludnienia wynosiła 10 osób/km² (wśród 2335 gmin Lotaryngii Chassey-Beaupré plasuje się na 901. miejscu pod względem liczby ludności, natomiast pod względem powierzchni na miejscu 365.).